# Estadio Socum
El Socum está ubicado en la ciudad de Orizaba en el estado de Veracruz, México. Está ubicado en el centro-norte de la ciudad. Tiene capacidad para 7000 espectadores y es la sede del Montañeses Fútbol Club de la Segunda División de México.
En 1899, en Orizaba sólo existía la Cancha de Cocolapan, la cual se ubicaba a un costado de la fábrica del mismo nombre. Los primeros campos con tribunas estuvieron en Puebla con el Velódromo del Puebla Athletic Club, inaugurado en 1894, y poco después el Velódromo de La Piedad en la Ciudad de México.
En la Cancha de Cocolapan jugaron los equipos de cricket y fútbol del Orizaba Athletic Club, ambos desaparecidos en 1904.
SOCUM significa Sociedad Cuauhtémoc Moctezuma, debido a la unión de ambas compañías cerveceras en el año de 1985, año en que por lógica, comenzó a utilizarse este nombre. 